# Naim (Israel)
Nain ou Nein (em árabe: نين, Na’in, lit. Encanto, hebraico: ניין) – também Nain ou Naim em inglês – é uma vila árabe no norte de Israel. Localizada na Baixa Galiléia, a 14 quilômetros ao sul de Nazaré, Nein cobre uma área de aproximadamente 1.000.000 metros quadrados e fica sob a jurisdição do Conselho Regional de Bustan al-Marj. Sua área total consistia de 3.737.000 metros antes de 1962. De acordo com a Agência Central de Estatísticas de Israel, em 2016, tinha uma população de 1.775.

## Localização
A cidade de fica no sopé do monte Tabor; é uma vila muito pobre, esta cidade fica a cerca de um dia de caminhada da cidade de Cafarnaum que em hebraico significa Aldeia da consolação. Naim significa aconchego, tranqüilidade, calma, o que nos leva a crer que aquele era um bom lugar de se viver. Hoje a cidade de Naim fica situada na província Iraniana central de Esfahan, onde são produzido um dos mais finos e sofisticados tapetes do mundo. 
Naim fica a uma curta distância do Monte Tabor. Uma colina conhecida em árabe como Tell el-Ajul esta no caminho entre Nein e Indur, uma aldeia árabe destruída na guerra árabe-israelense de 1948. O arqueólogo bíblico Edward Robinson descreve Nein como situada na encosta norte de uma colina chamada “o pequeno Hermon”, e é descrita nos guias bíblicos como estando aos pés da colina de Moreh.

## História antiga – Tel Agol
Dois quilômetros a leste da aldeia existem ruínas de um vilarejo vem antigo, Tell Agol. De acordo com a pesquisa arqueológica, a localidade foi habitada do período Epi-Paleolítico (16.000 a 8.300 a.C), na idade do Bronze Médio (2200 a 1550 a.C), na idade Israelita / Ferro (1200 a 1000 a.C) e até o período persa (586 a 332 a.C) .
Este pode ter sido o sítio bíblico de Anaharate descrita em Josué 19:19), parte da herança que foi dada à tribo de Issacar. Esta localidade também foi listada nas conquistas do faraó egípcio Tutméses III por volta de 1468 a.C, embora a identificação com do local naquele período ainda não foi confirmada pela pesquisa arqueológica. A localidade também foi listada nas listas de conquistas do faraó Amenófis (Amenófis) II em Canaã, por volta de 1440 a.C, onde ele contou os ricos saques que seus soldados saquearam na cidade, 443 bois, 370 vacas e 16 nobres.

## A aldeia romana de Naim no período de Jesus
A área da aldeia descrita no Livro de Lucas, foi habitada a partir do período Bronze Médio de acordo com a pesquisa de cerâmica nas sepulturas ao redor da aldeia. Provavelmente foi uma continuação do vilarejo anterior em Tel Agol durante o período helenístico (332-37 a.C). O vilarejo cresceu e atingiu o seu pico nos períodos romano e bizantino, entre 37 a.C e 640 a.C). De acordo com alguns textos antigos, a aldeia romana era cercada por muros.
As ruínas da antiga vila ficavam romana estão sob a nova aldeia, principalmente na área da nova igreja que foi construída em 1880. Hoje, Naim é uma aldeia árabe israelense, onde seus moradores são de maioria absoluta muçulmanos, elas estão a poucos quilômetros de cidades judaicas modernas como Afula e Nazareth Illit e da maior cidade árabe em Israel, Nazaré.
O vilarejo de Naim está localizado na Baixa Galiléia e está relacionado a uma das histórias bíblicas mais curiosas, a ressureição durante um velório do filho de uma viúva. De acordo com Lucas, a aldeia de Naim (Nain) era uma das cidades da Galileia onde Jesus viajou, acompanhado de seus 12 apóstolos e mulheres assistentes, no verão de 29 d.C (data aproximada). Durante esta visita, ele realizou um milagre, trazendo de volta à vida o único filho de uma viúva.